# Bo Djure
[källa behövs]
Bo Tygesen Djure (Dyre), död efter 1419, var en dansk riddare och hövitsman.

## Biografi
Bo Djure var son till väpnaren Tyge Jensen Vispe, och upptog namnet Dyre (i Sverige kallad Djure) efter sin farbror riddaren Bo Dyre den äldre, hans bröder använde istället namnen Due och Lunge.
Han omtalas första gången 1397 och närvarade 1400 vid Erik av Pommerns rättarting i Viborg och beseglade 1401 i Hälsingborg kungens stadfästelse av drottning Margaretas testamente. Troligen dubbades han till riddare vid drottning Filippas kröning i Lund 1406. Djure fick sin verksamhet huvudsakligen förlag till Sverige. 1402 befann han sig i Stockholm, där han 1403 omtalas som hövitsman över Stockholms slott och det underlydande Telge hus. Genom sitt giftermål med Sigrid Uddormsdotter (vingad pil) kom han att knytas till den svenska medeltidsaristokratin. Han spelade dock ingen avgörande betydelse inom den politiska historien. Djure beseglade dock Erik av Pommerns bekräftelse av alliansen mellan unionsrikena samt Polen och Litauen. Han gjorde tidigt jordköp i Sverige, bland annat 1404 egendom i Kräcklinge socken i Närke, och 1410 erhöll han Askers härad som pant av kungen. Möjligen var Bystad hans sätesgård, åtminstone var det senare hans änkas huvudgods. Genom arv efter svägerskan Gunilla Uddormsdotter erhöll han jord i Södermanland, Östergötland och Småland. Han ägde även ett stenhus i Stockholm och ägnade sig även åt handel. 1418 förliste ett fartyg lastat med osmundsjärn, talg och hudar utanför Pillau vilket Bo Djure var delägare i. Han behöll samtidigt även jord i Ods härad på Själland.
Bo Djure omtalas sista gången som levande 1419. Hans Kröpelin d.ä. omtalas i juni 1420 som ensam fogde i Stockholm vilket möjligen tyder på att Bo Djure då var död. 1427 gav hans änka själagift för honom till Vadstena kloster, och 1437 även egendom till Helgeandshuset i Stockholm.